# استیو فیسک
استیو فیسک (انگلیسی: Steve Fisk؛ زادهٔ ) یک موسیقی‌دان است. وی از سال ۱۹۸۲ میلادی تاکنون مشغول فعالیت بوده‌است.